# Tanja Hüberli
Tanja Hüberli (Thalwil, 27 de agosto de 1992) es una deportista suiza que compite en voleibol, en la modalidad de playa.
Participó en los Juegos Olímpicos de París 2024, obteniendo una medalla de bronce en el torneo femenino (haciendo pareja con Nina Brunner). Ganó cinco medallas en el Campeonato Europeo de Vóley Playa, entre los años 2014 y 2023.

## Palmarés internacional
| Juegos Olímpicos   | Juegos Olímpicos           | Juegos Olímpicos  | Juegos Olímpicos |
| Año                | Lugar                      | Medalla           | Pareja           |
| ------------------ | -------------------------- | ----------------- | ---------------- |
| 2024               | París (Francia)            | Medalla de bronce | Nina Brunner     |
| Campeonato Europeo |                            |                   |                  |
| Año                | Lugar                      | Medalla           | Pareja           |
| 2014               | Quartu Sant'Elena (Italia) | Medalla de plata  | Tanja Goricanec  |
| 2018               | La Haya (Países Bajos)     | Medalla de plata  | Nina Betschart   |
| 2021               | Viena (Austria)            | Medalla de oro    | Nina Betschart   |
| 2022               | Múnich (Alemania)          | Medalla de plata  | Nina Brunner     |
| 2023               | Viena (Austria)            | Medalla de oro    | Nina Brunner     |